# Porywy serca
Porywy serca (hiszp. Por tu amor) – meksykańska telenowela wyprodukowana w 1999 roku. W rolach głównych wystąpili Gabriela Spanic i Saúl Lisazo.

## Fabuła
Nicolas i Aurora Montalvo są właścicielami przetwórni krewetek w San Carlo, mają dwie córki - Marię Del Cielo i Brisę. Pewnego dnia udają się w podróż samochodem. Na skutek wypadku Aurora ginie na miejscu, Nicolas jest ciężko ranny, ale jego życiu nie zagraża żadne niebezpieczeństwo.
Mija osiemnaście lat. Córki Aurory i Nicolasa Montalvo wyrastają na piękne kobiety. Maria Del Cielo jest zaręczona z lekarzem, Sergiem, w którym skrycie podkochuje się jej siostra - Brisa. Do miasta przyjeżdżają dwaj biznesmeni, Marco Duran i Lazardo, którzy pragną zainwestować pieniądze w budowę luksusowego hotelu. Jeden z nich - Marco - zauważa na plaży Marię Del Cielo i zakochuje się w niej od pierwszego wejrzenia. Dla Marca Cielo jest kobietą jego snów, jednak ona traktuje go jak intruza, który przyjechał do miasta ze swoimi pieniędzmi, by zniszczyć spokojne życie w San Carlos. Na początku Marco nie poddaje się i walczy o względy Cielo, wiedząc nawet, że ta jest zaręczona. Cielo nie zwraca na niego uwagi i zamierza wyjść za swojego narzeczonego. Marco traci nadzieję i wyjeżdża z miasta.
Kilka dni później Sergio wyznaje swojej narzeczonej, że zdradził ją i mówi, że żałuje. Cielo na początku mu wybacza, ale gdy dowiaduje się, że zdradził ją z Brisą, zrywa zaręczyny i odwołuje ślub. Sergio błaga ją o wybaczenie, gdyż kocha ją nad życie i pragnie się z nią ożenić. Cielo jednak nie wybacza mu. Oznajmia mu, że nie ma szans, aby ich związek trwał dużej, ponieważ teraz nienawidzi go tak mocno, jak kiedyś go kochała. Marco nie traci jednak nadziei i zaczepia Cielo gdzie tylko może. Wrócił do San Carlos i chce się z nią ożenić. W końcu mu się to udaje i dochodzi do ślubu.
Marco jednak wie, że Cielo go nie kocha. Z czasem Marco zaczyna ignorować Cielo ona jego również. Niespodziewanie Cielo zakochuje się w Marcu. Między nimi dojdzie do wielu nieporozumień, a nawet do rozwodu, ale i tak miłość zwycięży.

## Obsada
- Gabriela Spanic jako Aurora Montalvo/Maria Del Cielo Montalvo
- Saúl Lisazo jako Marco Durán
- Margarita Magaña jako Brisa Montalvo
- Roberto Vander jako Don Nicolas Montalvo
- Irán Eory jako Paz Montalvo
- Gerardo Murguía jako Sergio Zambrano
- Joaquín Cordero jako Lazardo Robledo
- Norma Lazareno jako Adelaida Zambrano
- Katie Barberi jako Miradnda Narváes

## Wersja polska
W Polsce telenowela była emitowana w telewizji TVN. Opracowaniem wersji polskiej zajęło się ITI Film Studio na zlecenie TVN. Autorką tekstu była Barbara Włodarek. Lektorem serialu był Janusz Kozioł.